# Монды (сельское поселение)
Се́льское поселе́ние «Монды» (бур. Моондын hомон) — муниципальное образование в Тункинском районе Бурятии Российской Федерации.
Административный центр — посёлок Монды.

## История
Статус и границы сельского поселения установлены Законом Республики Бурятия от 31 декабря 2004 года № 985-III «Об установлении границ, образовании и наделении статусом муниципальных образований в Республике Бурятия»

## Население
| 2002 | 2011  | 2012 | 2013 | 2014 | 2015 | 2016 |
| ---- | ----- | ---- | ---- | ---- | ---- | ---- |
| 1124 | ↘1005 | ↘993 | ↘991 | ↘951 | ↘938 | →938 |
| 2017 | 2018  | 2019 | 2020 | 2021 | 2023 | 2024 |
| ↘915 | ↘877  | ↘873 | ↗882 | ↘839 | ↘831 | ↘785 |

## Состав сельского поселения
| № | Населённый пункт | Тип населённого пункта          | Население |
| - | ---------------- | ------------------------------- | --------- |
| 1 | Мойготы          | село                            | ↘5        |
| 2 | Монды            | посёлок, административный центр | ↗1007     |